# توبي والش
توبي والش (بالإنجليزية: Toby Walsh) هو باحث في مجال الذكاء الاصطناعي وعالم حاسوب بريطاني، ولد في 1964 في روتشفورد ‏ في المملكة المتحدة.

## وصلات خارجية
- الموقع الرسمي